# 伊藤峻太
伊藤 峻太（いとう しゅんた、1987年5月1日 - ）は、日本の映画監督。「芸術家族ラチメリアカルムナエ」代表。

## 来歴
1987年、東京都に生まれる。
千葉県立幕張総合高等学校在学中から映画を撮りはじめ、2004年に『ウィッシュバニッシュラビッシュ』を撮影。また同校在学中に「芸術家族ラチメリアカルムナエ」を設立した。
2005年には在学中の母校から依頼を受け『虹色★ロケット』を撮影している。
2006年、京都精華大学アニメーション学科へ入学。大学卒業後は就職せずに、2018年公開の映画作品『ユートピア』の製作に携わった。
2014年、インディペンデント映画の製作を支援する新プロジェクト「Gateway for Directors Japan」第1弾として、第67回カンヌ映画祭に若手映画監督・プロデューサーを派遣する長編映画企画公募プロジェクト「C2C‐Challenge to Cannes 2014」の選考で「ユース特別枠 supported by wedovideo」として選出される。
2019年、脚本監督作「TOKYOストーリーズ　宇宙移民の光と影」がギャラクシー賞奨励賞を受賞。

## 作品

### 映画
「監督、脚本」以外は特筆
- 『ウィッシュバニッシュラビッシュ』:2005年制作、64分-編集
- 『虹色★ロケット』:2007年公開、74分、配給下北沢トリウッド-撮影、編集(2007年の日本公開映画)
- 『イエロー三部作１きんもくせんせい ２醍醐味 ３yellow』:2008年5月1日公開、主題歌作詞
- 『最後の星捕り』:2012年9月29日公開、43分、アニメーション、編集、主題歌作詞作曲
- 『ユートピア』:2018年公開、104分、配給下北沢トリウッド-VFX、編集、主題歌作詞作曲(2018年の日本公開映画)

### テレビ番組
- 妖怪・東京太郎は今 （2019年6月4日放映、BSフジ「TOKYOストーリーズ」、監督・脚本）[6]
- 宇宙移民の光と影 （2019年6月11日放映、BSフジ「TOKYOストーリーズ」、監督・脚本）
- 『シンギュラリTV2043』#1 カゾクのカタチ（2020年11月7日放映、BSフジ〈土曜+1〉、監督・脚本）
- 『シンギュラリTV2043』#2 シゴトとキカイ（2020年11月14日放映、BSフジ〈土曜+1〉、監督・脚本）
- ザ・モキュメンタリーズ　～カメラがとらえた架空世界～（2021年、WOWOW、監督・脚本）
- PORTAL-X　～ドアの向こうの観察記録～（2024年、WOWOW、監督・脚本）

### CM
- LIL MOON：（2017年）出演：ローラ
- 三井住友銀行： あなたのデビューのそばに「家族」「旅立ち」「夢」（２０１８年）

### 参加作品
- 『アニメ師・杉井ギサブロー』:2012年7月28日公開-助監督、撮影、エフェクト[7](2012年の日本公開映画)